# Associazione Calcio Pavia 1948-1949
Questa voce raccoglie le informazioni riguardanti l'Associazione Calcio Pavia nelle competizioni ufficiali della stagione 1948-1949.

## Stagione
Nella stagione 1948-1949 il Pavia viene ammesso alla nuova Serie C, quattro raggruppamenti a livello nazionale della Terza Serie, il Pavia disputa il girone B formato in prevalenza da squadre venete e romagnole. Con 39 punti in classifica si piazza undicesimo. Il torneo che prevede una sola promozione è stato vinto dall'Udinese con 54 punti che sale In Serie B, davanti alla sorpresa Libertas Trieste seconda con 54 punti.
Alla guida dei granata pavesi c'è nella doppia veste di giocatore e allenatore Carlo Alberto Quario, reduce da quattro campionati in Serie A con il Napoli, con l'Ambrosiana e con il Brescia, dopo aver mosso a Pavia i suoi primi passi calcistici. In aggiunta al blocco dei confermati, arrivano Manlio Cipolla dall'Inter, Luciano Alghisi dal Varese, Renzo Gottardo dall'Acqui e Mario De Prati dalla Medese. Nonostante una difficoltosa partenza ed un campionato discontinuo, il Pavia resta sempre ben lontano dal pantano della bassa classifica. Tra le note positive della stagione le 22 reti realizzate in campionato da Manlio Italo Cipolla, le sei vittorie esterne sui campi di Bolzano, Rimini, Rovigo, Centese, Bondenese e Mantova, ed il rotondo (8-0) inflitto al Marzotto nel finale di campionato.

## Rosa
| N. |                   | Ruolo | Calciatore      |
| -- | ----------------- | ----- | --------------- |
|    | Italia (bandiera) | A     | Luciano Alghisi |
|    | Italia (bandiera) | P     | Carlo Baggini   |
|    | Italia (bandiera) | D     | Ideo Boni       |
|    | Italia (bandiera) | D     | G. Boschi       |
|    | Italia (bandiera) | A     | Angelo Buratti  |
|    | Italia (bandiera) | A     | Manlio Cipolla  |
|    | Italia (bandiera) | D     | Angelo Colla    |
|    | Italia (bandiera) | A     | Natale Colla    |
|    | Italia (bandiera) | D     | Ezio Danelli    |
|    | Italia (bandiera) | A     | Mario De Prati  |

| N. |                   | Ruolo | Calciatore           |
| -- | ----------------- | ----- | -------------------- |
|    | Italia (bandiera) | D     | Luciano Formenti     |
|    | Italia (bandiera) | C     | Luigi Frigerio       |
|    | Italia (bandiera) | C     | Dino Gazzaniga       |
|    | Italia (bandiera) | A     | Renzo Gottardo       |
|    | Italia (bandiera) | C     | Carlo Alberto Quario |
|    | Italia (bandiera) | C     | Scheidler            |
|    | Italia (bandiera) | P     | Angelo Stangalino    |
|    | Italia (bandiera) | D     | Troiani              |
|    | Italia (bandiera) | A     | P. Valè              |
|    | Italia (bandiera) | C     | G. Villani           |

## Serie C girone B

### Girone di andata
| Arbitro: | Franzi (Vercelli) |

|                           |           |                               |
| Frigerio 83’ De Prati 87’ | Marcatori | 36’, 65’ Freschi 72’ Giacconi |

| Arbitro: | Tosi (Lodi) |

|                                                     |           |                          |
| Borra 16’, 59’ Svanetti 31’ Fappani 49’ Bonassi 60’ | Marcatori | 3’ Gazzaniga 70’ Alghisi |

| Arbitro: | De Mari (Torino) |

|                                     |           |           |
| Quario 27’ Cipolla 39’ De Prati 89’ | Marcatori | 43’ Mason |

| Arbitro: | Casati (Varese) |

|                            |           |  |
| Fovana 40’ Fiorio 43’, 89’ | Marcatori |  |

| Arbitro: | De Gregorio (Legnano) |

|                                |           |  |
| De Prati 24’ Gottardo 25’, 85’ | Marcatori |  |

| Arbitro: | Griggi (Brescia) |

|  |           |                                |
|  | Marcatori | 17’, 63’ Gottardo 59’ De Prati |

| Arbitro: | Magni (Bergamo) |

|                    |           |             |
| Cipolla 57’ (rig.) | Marcatori | 82’ Baruzzi |

| Arbitro: | Anichini (Firenze) |

|                           |           |              |
| Montaldi 23’ Veronesi 80’ | Marcatori | 54’ Gottardo |

| Arbitro: | Ronzitti (Genova) |

|                           |           |                         |
| Gazzaniga 42’ Cipolla 44’ | Marcatori | 11’ Turchetto 61’ Darin |

| Arbitro: | Costantini (Venezia) |

|                                       |           |             |
| Lucchesi 26’ Gerin 53’ Jacksetich 79’ | Marcatori | 63’ Cipolla |

| Arbitro: | Daretti (Vicenza) |

|                              |           |  |
| Alghisi 35’ Cipolla 85’, 87’ | Marcatori |  |

| Arbitro: | Pizzato (Mestre) |

|                 |           |            |
| Brandolisio 72’ | Marcatori | 24’ Quario |

| Arbitro: | Sinico (Verona) |

|                                   |           |             |
| Pravisano 17’ (rig.) Feruglio 30’ | Marcatori | 82’ Alghisi |

| Arbitro: | Bernardi (Savona) |

|             |           |               |
| Cipolla 72’ | Marcatori | 23’ Vernocchi |

| Arbitro: | Marchioli (Udine) |

|                                   |           |                          |
| Marchioro 14’, 39’ Simoncello 89’ | Marcatori | 15’ Gottardo 37’ Alghisi |

| Arbitro: | Bernasconi (Firenze) |

|                                    |           |                                           |
| Ballardini E. 5’, 30’ Brunetti 73’ | Marcatori | 40’, 47’ Cipolla 45’ Gottardo 61’ Alghisi |

| Arbitro: | Puleo (Torino) |

|              |           |                       |
| De Prati 75’ | Marcatori | 22’ (rig.) Laurentich |

| Arbitro: | Molon (Verona) |

|  |           |              |
|  | Marcatori | 63’ Gottardo |

| Arbitro: | Amoruso (Biella) |

|                                       |           |           |
| Alghisi 52’ Gottardo 55’ De Prati 89’ | Marcatori | 14’ Nasti |

### Girone di ritorno
| Arbitro: | Neri (Vicenza) |

|                |           |  |
| Bergamasco 76’ | Marcatori |  |

| Arbitro: | Righi (Milano) |

|                          |           |             |
| De Prati 41’ Alghisi 54’ | Marcatori | 34’ Bonazzi |

| Arbitro: | Daretti (Vicenza) |

|                               |           |             |
| Vian 55’ Guizzo 62’ Mason 73’ | Marcatori | 80’ Cipolla |

| Arbitro: | Rabitti (Genova) |

|                                                             |           |                                         |
| Gottardo 9’ De Prati 40’ Alghisi 62’ Cipolla 69’ Quario 77’ | Marcatori | 54’ (rig.) Fovana 69’ Baroli 72’ Fiorio |

| Arbitro: | Brigo (Torino) |

|                                    |           |                  |
| Burattini 32’ Capri 54’ Bearzi 63’ | Marcatori | 25’ (aut.) Ruzza |

| Arbitro: | Ricci (Crema) |

|                 |           |               |
| Cipolla 4’, 41’ | Marcatori | 21’ Codeluppi |

| Arbitro: | Baldo (Alessandria) |

|                 |           |                                           |
| Cavara 27’, 77’ | Marcatori | 4’ (rig.) Cipolla 34’ Quario 55’ De Prati |

| Arbitro: | De Mari (Torino) |

|                                                |           |                             |
| Gottardo 9’ Quario 33’ Cipolla 36’ Alghisi 48’ | Marcatori | 70’ Marmiroli 83’ Piccinini |

| Arbitro: | Fortina (Novara) |

|                                 |           |             |
| Darin 36’, 75’ Dalle Vacche 70’ | Marcatori | 82’ Alghisi |

| Arbitro: | Monti (Genova) |

|                                    |           |                                      |
| Alghisi 14’ Cipolla 48’ Quario 52’ | Marcatori | 8’ Visintin 66’ Crisman 81’ Lucchesi |

| Arbitro: | Banti (Pontedera) |

|  |           |            |
|  | Marcatori | 88’ Quario |

| Arbitro: | Trentin (Torino) |

|                    |           |                |
| Cipolla 67’ (rig.) | Marcatori | 69’, 81’ Persi |

| Arbitro: | Cartei (Firenze) |

|  |           |                           |
|  | Marcatori | 18’ Bicego 52’ Schramseis |

| Arbitro: | Vilella (Trieste) |

|                                |           |                         |
| Manzardo 9’, 73’ Lupi 13’, 35’ | Marcatori | 10’ Alghisi 89’ Cipolla |

| Arbitro: | Crivelli (Viareggio) |

|                                                                         |           |  |
| Gottardo 31’, 66’ Cipolla 42’, 75’ De Prati 62’, 71’, 85’ Gazzaniga 89’ | Marcatori |  |

| Arbitro: | Apollonio (Genova) |

|  |           |                                                  |
|  | Marcatori | 12’ Bonaccorsi 31’ E. Ballardini 85’, 89’ Brando |

| Arbitro: | Anichini (Firenze) |

|                  |           |                          |
| Barbero 14’, 70’ | Marcatori | 47’ Cipolla 84’ Formenti |

| Arbitro: | Cavallero (Savigliano) |

|                                      |           |  |
| Cipolla 72’ Gottardo 81’ Buratti 89’ | Marcatori |  |

| Arbitro: | Barone (Lecco) |

|  |           |             |
|  | Marcatori | 85’ Alghisi |